# Гомельская оборонительная операция
Гомельская оборонительная операция — боевые действия советского Центрального фронта 12–19 августа 1941 года. Завершилась 19 августа оставлением Гомеля советскими войсками. Считается частью Смоленского сражения.

## Военно-стратегическая ситуация
После окончания боёв за Смоленск в конце июля 1941 года немецкая группа армий «Центр» перешла на центральном участке фронта к обороне.
На южном фланге немецкое командование решило провести сначала ограниченную операцию в районе Рославля, затем в районе Рогачёва, затем разгромить советские войска в районе Гомеля, после чего использовать 2-ю армию в действиях против Коростеньской группировки — 5-й армии Юго-Западного фронта.
Свои подвижные войска (2-ю танковую группу) германское командование предполагало использовать для окружения советского Юго-Западного фронта восточнее Днепра во взаимодействии с 1-й танковой группой группы армий «Юг».
1 августа началось наступление Армейской группы Гудериана (2 армейских и 1 моторизованный корпуса, всего 2 танковые, 1 моторизованная и 7 пехотных дивизий) в районе Рославля. Уже 3 августа Рославль был захвачен немецкими войсками, советская оперативная группа 28-й армии оказалась в окружении. К 6 августа немецкая операция была завершена.
8 августа началось новое наступление Армейской группы Гудериана против советской 13-й армии Центрального фронта. К 14 августа советский 45-й стрелковый корпус был разгромлен в районе Кричев, Милославичи. Немецкий 24-й мотокорпус продолжил наступление на юг — на Унечу, Клинцы, Стародуб.
Для противодействия немецкому наступлению командование Центрального фронта было вынуждено использовать все свои резервы (2 кавдивизии опергруппы Ставки ГК, 3 стрелковые дивизии: 137-ю, 121-ю и 132-ю) и снимало войска с относительно спокойных участков. Так, накануне немецкого наступления на Гомель из 21-й армии были переброшены на другие участки 42-я стрелковая дивизия, 155-я стрелковая дивизия, 50-я танковая дивизия с управлением 25-го мехкорпуса, а также 503 гап, 420 кап и 387 гап РГК.
Накануне немецкого наступления произошли изменения в советском командовании: комфронта генерал-полковник Ф. И. Кузнецов был отозван в Ставку и вскоре получил назначение в Крым. Исполняющим обязанности комфронта стал генерал-лейтенант М. Г. Ефремов; вместо него командующим 21-й армией стал начштаба генерал-майор В. Н. Гордов.

## Силы сторон

### РККА
21-я армия Центрального фронта (и. о. генерал-майор В. Н. Гордов)
- 28-й стрелковый корпус (генерал-майор В. С. Попов)
  - 55-я стрелковая дивизия (подполковник Г. А. Тер-Гаспарян)
- Группа генерал-майора П. П. Корзуна (219-я мотодивизия и 12-й мотоциклетный полк)
- 67-й стрелковый корпус (генерал-майор К. Н. Галицкий, затем комбриг Н. А. Гусевский)
  - 187-я стрелковая дивизия (полковник И. И. Иванов)
  - 117-я стрелковая дивизия (полковник М. Ф. Старостин, после 15.08 подполковник Н. С. Данилов)
  - 151-я стрелковая дивизия (генерал-майор В. И. Неретин?)
  - 102-я стрелковая дивизия (полковник С. С. Чернюгов)
  - 48-й дегазационный батальон
  - 435 и 645 кап, 15 минбат
- 63-й стрелковый корпус (генерал-лейтенант Л. Г. Петровский)
  - 61-я стрелковая дивизия (генерал-майор Н. А. Прищепа)
  - 154-я стрелковая дивизия (генерал-майор Я. С. Фоканов)
  - 167-я стрелковая дивизия (генерал-майор В. С. Раковский)
  - 110-й стрелковый полк
  - 546 кап, 5 и 6 минбат
- 55-я танковая дивизия (полковник В. М. Баданов, без матчасти)
- 696 ап ПТО, 637 кап, 1/318 гап БМ РГК, 76, 130, 158, 280 и 311 озад
- 79-й батальон противохимической обороны

### Вермахт
2-я армия группы армий «Центр» (генерал-полковник М. фон Вейхс)
- 13-й армейский корпус
  - 131-я пехотная дивизия
  - 34-я пехотная дивизия
  - 258-я пехотная дивизия
- 12-й армейский корпус
  - 31-я пехотная дивизия
  - 112-я пехотная дивизия
  - 17-я пехотная дивизия
- 167-я пехотная дивизия
- 1-я кавалерийская дивизия
- 53-й армейский корпус
  - 255-я пехотная дивизия
  - 267-я пехотная дивизия
  - 52-я пехотная дивизия
- 43-й армейский корпус
  - 134-я пехотная дивизия
  - 260-я пехотная дивизия

## Ход боевых действий

### Начало немецкого наступления
12 августа на гомельском направлении наступать начала немецкая 2-я армия. 12-й и 13-й армейские корпуса (7 пехотных дивизий) и 1-я кавдивизия ударили в междуречье рек Днепр и Сож. В результате фронт советского 67-го СК оказался разорван.
Одновременно немецкий 43-й армейский корпус (2 пехотные дивизии), наступавший в районе Стрешина, отбросил советские войска за Днепр.
Советский контрудар 13 августа в районе Ректа, нанесенный силами 67-го корпуса и 167-й СК, переброшенной в его полосу, закончился неудачей. Командира 67-го корпуса генерал-майора К. Н. Галицкого тяжело ранило, его эвакуировали. Управление войсками нарушилось.
Продвигаясь на юг, немецкие войска заняли Довск, к вечеру 13.08 — Меркуловичи и продолжил наступление на Чечерск, который захватил к 8 утра 14.08. Штаб советской 21-й армии оказался под ударом, управление войсками окончательно расстроилось.
Две дивизии советского 67-го корпуса (187-я и 117-я дивизии) и 219-я мотодивизия отбросили за р. Сож. Направление на Гомель оказалось открыто.

Немцы готовились замыкать котел у Жлобина. ГА Центр сделала такой доклад об обстановке на фронте 15 августа:
Вскоре где-то севернее Гомеля предстоит соединение наступающих групп — северной (12-й и 13-й армейские корпуса) и западной (43-й армейский корпус). Можно рассчитывать на захват большого количества пленных и трофеев. 
15 августа все войска на Гомельском направлении подчинены комбригу Н. А. Гусевскому. Разрозненные части 67-го корпуса приводили в порядок — они тормозили продвижение немецких войск.

### Окружение советских войск восточнее Жлобина
В результате немецкого наступления с севера и запада к 15 августа восточнее Жлобина сформировался котел. Решение советского командования отвести 63-й корпус, принятое вечером 14 августа, запоздало.
Окруженными оказались 5 советских стрелковых дивизий: 61 и 154 СД 63-го корпуса, 102, 151 и 167 СД 67-го корпуса. Их блокировали немецкие пехотные дивизии 43-го, 53-го и 12-го армейских корпусов.
Относительно организованно вырвалась из окружения 154-я СД во главе с генерал-майором С. Я. Фокановым. При этом окруженцы разгромили штаб противника в районе Губичей.
17 августа при прорыве 63-го СК из окружения в районе Скепня (20 км восточнее Жлобина) погибли в бою комкор генерал-лейтенант Леонид Петровский и начальник артиллерии корпуса генерал-майор А. Ф. Казаков. А начштаба 63-го СК полковник А. Л. Фейгин 18 августа попал в плен.
Командира 61-й СД генерал-майора Н. А. Прищепу убили в бою 18 августа. В плен попал начштаба 102-й стрелковой дивизии комбриг И. Г. Бессонов.

### Взятие Гомеля
17 августа начались бои на ближних подступах к Гомелю. Начальником Гомельского боевого участка назначен генерал-майор П. П. Корзун.
В этот же день 1-я кавдивизия форсировала р. Сож в районе Ветка, обходя Гомель с востока. В районе Ветки и Добруша на несколько дней завязались бои, которые отвлекли советские войска от обороны Гомеля. В районе Добруша руководили войсками командарм-21 генерал-майор В. Н. Гордов и генерал-майор П. П. Корзун (получил ранение).

Полковник Ангарский в отчете о действиях армий Центрального фронта говорит:
Командующий фронтом, оказавшийся без резервов, пытался прикрыть Гомельское направление мелкими отрядами из бегущих красноармейцев 67 СК. Мероприятие это малореальное. Отряды, сформированные наспех без артиллерии и миномётов, не могли задержать наступление противника.
В этот период командующий 21 А потерял управление войсками и не имел чёткого плана действий. Приказы, отдаваемые штабом армии, не соответствовали обстановке, и войска действовали самостоятельно.
Штаб фронта управлял армией путём коротких распоряжений, вытекающих из необходимости срочно реагировать на изменения, произошедшие участках фронта. Твёрдого плана с указанием конкретных задач войскам штаб фронт не разработал.
Только 18 августа в район боев начали прибывать первые эшелоны резервов, переданных Ставкой Центральному фронту (266-я, затем 277-я СД).
19 августа к Гомелю подошли три немецкие пехотные дивизии: 17-я, 131-я и 267-я. Одновременно противник захватил переправу через р. Сож южнее Гомеля в р-не Новобелица (В настоящее время Ново-Белицкий район Гомеля)

В советском докладе о действиях Центрального фронта говорилось:
С наступлением темноты противник открыл артиллерийский огонь по городу. Его пехота по-прежнему находилась в 2-3 км от передовой линии наших войск. Наши части сильно перемешались в темноте. И опасаясь угрозы выхода противника на переправы, ночью оставили Гомель по приказу Военного Совета фронта. В полночь эвакуация города закончилась, саперы под руководством генерал-майора Баранова взорвали мосты через Сож. 
Вечернее донесение немецкой ГА Центр 15 августа включало такой доклад:
Наши войска ворвались в Гомель. В районе Овруча, перед фронтом 1-й кавалерийской, 167, 34 и 258-й пехотных дивизий, противник отходит в юго-восточном и южном направлениях. Войска 24-го моторизованного корпуса частично перерезали пути отхода противника. Главные силы противника отходят на юг. 
21 августа немецкая 1-я кавдивизия заняла Добруш на восточном берегу р. Сож.
22 августа советская 3-я армия оставила Мозырь — последний областной центр Белорусской ССР.

## Итоги сражения
Немецкое командование сообщило о захвате в районе Жлобина, Рогачёва и Гомеля 78 тысяч пленных, 144 танков и более 700 орудий.

21 августа Гитлер выпустил директиву, которую назвали «решающей для Восточной кампании». Он перенаправил усилия вермахта с московского направления на юг. И приказал танкам ТГ-2 и пехоте ПА-2 наступать на юг, чтобы выйти в тыл советского Ю-З фронта:
Важнейшей задачей до наступления зимы является не захват Москвы, а захват Крыма, промышленных и угольных районов на реке Донец и блокирование путей подвоза русскими нефти с Кавказа.
В результате выхода наших войск на линию Гомель-Почеп сложилась на редкость благоприятная оперативная обстановка. Её должно незамедлительно использовать — и провести операцию смежными флангами ГА Юг и Центр по сходящимся направлениям. Цель операции — не только вытеснить за Днепр 5-ю русскую армию наступлением 6-й армии, но и полностью уничтожить противника, прежде чем его войска отойдут на рубеж Десна, Конотоп, Сула. Так войска ГА Юг выйдут в район восточнее среднего Днепра и левым флангом совместно с войсками, действующими в центре, будут наступать на Ростов, Харьков.
Ф. Гальдер. «Военный дневник. Ежедневные записи начальника Генерального штаба Сухопутных войск 1939—1942 гг» — М.: Воениздат, 1968-71.
19 августа, в день оставления Гомеля, Ставка отвела за Днепр левое крыло Центрального фронта (3-й армии) и правое крыло Ю-З фронта (5-й армии и 27-го СК). 26 августа упразднен Центральный фронт. Его 21-ю и 3-ю армии включили в Брянский фронт.

Негативно решения советского командования оценивал в воспоминаниях Алексей Владимирский:
Отвод правого крыла Ю-З фронта за Днепр не устранял угрозу обхода его противником с севера. Важное значение Днепра для нас было уже частично утрачено. Войска ГА Центр ещё в июле преодолели этот рубеж в его верхнем течении и продвинулись восточнее его на ельнинском и рославльском направлениях до 200 км и вышли к реке Десна. Только незамедлительный отвод войск 5-й армии и 27-го СК на Десну или ещё далее — на реку Сула устранил бы угрозу их охвата с севера.
Расформировали Центральный и сформировали Брянский фронт, вливали 3-ю армию в 21-ю армию и провели ряд других организационных мероприятий, повлекших перемещение значительного числа руководящих лиц фронтов и армий, — в тот период, когда требовалось сосредоточить максимум усилий и ударить по врагу, приступившему к осуществлению опасного флангового манёвра.
А. В. Владимирский. «На киевском направлении. По опыту ведения боевых действий войсками 5-й армии Ю-З фронта в июне-сентябре 1941 г.» — М.: Воениздат, 1989.

## Последствия
Расформирование Центрального фронта и передача его армий Брянскому фронту, как вспоминал после войны А. И. Еременко (на тот момент — командующий войсками Брянского фронта), оказалось ошибкой.

Последующее развитие событий показало, что с расформированием этого фронта поспешили. Его, по-видимому, нужно было укреплять, а не расформировывать…"— А. И. Еременко. В начале войны. — М.: Наука, 1965.
Одним из последствий поражения Центрального фронта стало окружение и разгром советского Юго-Западного фронта на Украине.